# Pen Mar
Pen Mar est une zone non incorporée des comtés de Washington dans le Maryland et de Franklin en Pennsylvanie, aux États-Unis.